# Mirador Volleyball Club 2019
Questa voce raccoglie le informazioni riguardanti il Mirador Volleyball Club nella stagione 2019.

## Stagione
Il Mirador Volleyball Club partecipa al campionato di Liga de Voleibol Superior, classificandosi al primo posto in regular season: accede così direttamente alla finale scudetto, dove conquista il titolo nazionale sconfiggendo in tre gare il Caribeñas

## Organigramma societario
Area direttiva
- Presidente: Ricardo Arias
- Team manager: Natalia Tejeda

Area tecnica
- Allenatore: Wagner Pacheco
- Assistente allenatore: Marcelo Cesarano, Nuris Arias

Area medica
- Fisioterapista: Edgar Arias

## Rosa
| N° | Nome                | Ruolo | Data di nascita   | Nazionalità sportiva |
| -- | ------------------- | ----- | ----------------- | -------------------- |
| 1  | Raquel Rodríguez    | S     | 12 luglio 2000    | Rep. Dominicana      |
| 2  | Ileim Terrero       | P     | 2 dicembre 2001   | Rep. Dominicana      |
| 3  | Maurin Pérez        | P     | -                 | Rep. Dominicana      |
| 4  | Yanlis Féliz        | O     | 6 giugno 2000     | Rep. Dominicana      |
| 5  | Yaneirys Rodríguez  | L     | 26 giugno 2000    | Rep. Dominicana      |
| 6  | Mesalina Severino   | C     | 18 luglio 2000    | Rep. Dominicana      |
| 7  | Camila de la Rosa   | P     | 2 luglio 2001     | Rep. Dominicana      |
| 8  | Natalia Martínez    | S     | 25 novembre 2000  | Rep. Dominicana      |
| 9  | Marisol Cornelio    | O     | -                 | Rep. Dominicana      |
| 11 | Geraldine González  | C     | 18 aprile 2002    | Rep. Dominicana      |
| 12 | Erika Calderón      | C     | 28 dicembre 2003  | Rep. Dominicana      |
| 13 | Flormarie Heredia   | S     | 21 ottobre 2002   | Rep. Dominicana      |
| 14 | Mariela Jiménez     | C     | 19 maggio 2001    | Rep. Dominicana      |
| 15 | Pamela Suárez       | L     | 1994              | Rep. Dominicana      |
| 17 | Belkis Agramonte    | S     | 7 febbraio 2003   | Rep. Dominicana      |
| 18 | Bethania de la Cruz | S     | 13 maggio 1987    | Rep. Dominicana      |
| 20 | Crismeily Rodríguez | S     | 20 settembre 2004 | Rep. Dominicana      |
| 21 | Cindy Lara          | O     | 8 luglio 2002     | Rep. Dominicana      |
| 22 | Linibel de la Rosa  | L     | -                 | Rep. Dominicana      |
| 23 | Nadesha Rosario     | L     | -                 | Rep. Dominicana      |

## Mercato
| Acquisti | Acquisti            | Acquisti          | Acquisti   |
| R.       | Nome                | da                | Modalità   |
| -------- | ------------------- | ----------------- | ---------- |
| P        | Maurin Pérez        | ?                 | definitivo |
| O        | Marisol Cornelio    | ?                 | definitivo |
| S        | Bethania de la Cruz | Jakarta Pertamina | definitivo |
| S        | Crismeily Rodríguez | ?                 | definitivo |
| L        | Linibel de la Rosa  | ?                 | definitivo |
| L        | Nadesha Rosario     | ?                 | definitivo |

| Cessioni | Cessioni        | Cessioni | Cessioni |
| R.       | Nome            | a        | Modalità |
| -------- | --------------- | -------- | -------- |
| O        | Cherlin Antonio | -        | ritirata |
| S        | Lissanet Durán  | -        | ritirata |

## Statistiche

### Statistiche di squadra
| Competizione | Punti | In casa | In casa | In casa | In trasferta | In trasferta | In trasferta | Totale | Totale | Totale |
| Competizione | Punti | G       | V       | P       | G            | V            | P            | G      | V      | P      |
| ------------ | ----- | ------- | ------- | ------- | ------------ | ------------ | ------------ | ------ | ------ | ------ |
| LVS          | 31    | 0       | 0       | 0       | 0            | 0            | 0            | 12     | 10     | 2      |
| Totale       | -     | 0       | 0       | 0       | 0            | 0            | 0            | 12     | 10     | 2      |

G = partite giocate; V = partite vinte; P = partite perse